# Dengie
Dengie is een civil parish in het bestuurlijke gebied Maldon, in het Engelse graafschap Essex met 119 inwoners.